# Svenska Topographiska Sällskapet
Svenska Topographiska Sällskapet var ett sällskap med yngre vetenskapsidkare som bildades i Skara i september 1769. Ändamålet var att studera Skaratrakten och Kinnekulle i naturalhistorisk, topografisk och antikvarisk anda. 
Ledamöterna utgjordes av bröderna Johan Abraham Gyllenhaal och Leonard Gyllenhaal, Anders Dahl, Johan Afzelius, Olof Andersson Knös, Daniel Erik Næzén samt den i linneansk anda verksamme komministern i Götene, Clas Bjerkander. Genom att insamla och därefter lämna in rön till sällskapets sammankomster skulle ledamöterna öka kunskaperna om hembygden i olika avseenden. Avsikten var att bidragen skulle tryckas. Ledamöterna skulle vidare författa egna levernesbeskrivningar.